# Euchrepomis callinota
El tiluchí lomirrufo (Euchrepomis callinota), también denominado hormiguerito rabadilla rufa (en Venezuela), hormiguerito culirrufo (en Colombia),   hormiguerito lomirrufo (en Costa Rica), hormiguerito de lomo rufo (en Perú) o tiluchí de rabadilla rufa, es una especie de ave paseriforme perteneciente al género Euchrepomis de la familia Thamnophilidae. Hasta recientemente estaba incluido en el género Terenura, de donde fue separada en 2012. Es nativo de Centro y Sudamérica.

## Distribución y hábitat
Se distribuye de forma fragmentada desde Costa Rica, por Panamá, Colombia, Ecuador, hasta el norte de Perú; en el noroeste de Venezuela; en el sur de Guyana, centro de Surinam y centro de la Guayana francesa; y en el centro y sureste de Perú. Ver detalles en Subespecies.
Sus hábitat natural es la canopia y los bordes de selvas húmedas tropicales de regiones montanas bajas, entre 800 y 2000 m de altitud, donde es considerada poco común.

## Descripción
En promedio mide 10,7 cm de longitud y pesa 7 g. El macho presenta una franja negra desde la corona hasta la nuca, la cual contornea los ojos, que están sobre una mancha blanca. El dorso es verde oliva y tiene un parche interescapular rojizo, oculto. El obispillo presenta contrastes anaranjados y castaño rojizos. Las alas por encima son negras con dos barras amarillentas y por debajo son grisosas a blancuzcas. El vientre está teñido de amarillo claro. La cola es gris. La hembra presenta la corona y las alas verde oliva como el dorso. El pico es delgado, con maxila negra y la mandíbula gris claro. Las patas son de color gris azulado.

## Comportamiento y alimentación
Se encuentra solitario o en parejas que se unen a bandas de otras especies de pájaros. Se alimenta principalmente de insectos, a los cuales busca activamente entre el follaje de la punta de las ramas.

## Sistemática

### Descripción original
La especie E. callinota fue descrita por primera vez por el zoólogo británico Philip Lutley Sclater en 1855, bajo el nombre científico Formicivora callinota; localidad tipo «Bogotá = probablemente en las cercanías de Cundinamarca, Colombia.»

### Etimología
El nombre genérico femenino «Euchrepomis» deriva del griego euchrôs (de colores brillantes) y epômis (región de la espalda), en referencia al color amarillo o rufo-anaranjado brillante de las plumas cobertoras secundarias menores de los machos, una característica única dentro de la familia Thamnophilidae; y el nombre de la especie «callinota», deriva del griego «kallos»: hermoso y «nōtos»: de espalda; «de espalda hermosa».

### Taxonomía
Trabajos anteriores ya indicaban que el género Terenura estaba hermanado con todo el resto de la familia Thamnophilidae, o sea, era basal a la familia. Los estudios de filogenia molecular de Bravo et al. (2012) comprobaron que Terenura era polifilético y que las cuatro especies andino-amazónicas Euchrepomis spodioptila, E. sharpei, E. humeralis y la presente, no estaban ni cercanamente emparentadas con la especie tipo del género, Terenura maculata. Más allá, demostraron que estas cuatro especies no estaban particularmente relacionadas con ningún otro tamnofílido y que representaban un clado hermanado con todos los otros miembros de la familia. Para este clado fue descrito un nuevo género Euchrepomis. El relevante cambio taxonómico fue aprobado en la Propuesta N° 557 al Comité de Clasificación de Sudamérica (SACC).

### Subespecies
Según la clasificación del Congreso Ornitológico Internacional (IOC) (Versión 7.2, 2017) y Clements Checklist v.2016, se reconocen 4 subespecies, con su correspondiente distribución geográfica:
- Euchrepomis callinota callinota (Sclater, 1855) – Costa Rica (pendiente caribeña hacia el sur desde el sur de Alajuela), Panamá (Chiriquí y Bocas del Toro hasta Veraguas, este de Darién), Colombia (localmente desde Santander, Antioquia, Valle del Cauca y Cundinamarca hacia el sur hasta Nariño y oeste de Caquetá), Ecuador (ambas pendientes, en la del Pacífico al sur hasta El Oro) y norte de Perú (Cajamarca, Amazonas).
- Euchrepomis callinota venezuelana (Phelps, Sr & Phelps, Jr, 1954) – noroeste de Venezuela en la serranía del Perijá, también en los Andes de Mérida y Barinas.
- Euchrepomis callinota guianensis (Blake, 1949) – sur de Guyana y centro de Surinam; recientemente registrada en el centro de la Guayana francesa.
- Euchrepomis callinota peruviana (Meyer de Schauensee, 1945) – centro y sureste de Perú (al sur del río Marañón, desde San Martín hacia el sur hasta Junín, también en el sur de Cuzco).